# Chazelles-sur-Lyon
Chazelles-sur-Lyon település Franciaországban, Loire megyében. Lakosainak száma 5507 fő (2022. január 1.). Chazelles-sur-Lyon Viricelles, Pomeys, Bellegarde-en-Forez, Chevrières, Maringes, Saint-Denis-sur-Coise, Saint-Galmier, Grézieu-le-Marché és Saint-Médard-en-Forez községekkel határos.

## Népesség
A település népességének változása:
| Lakosok száma | 5546 | 5021 | 4895 | 5041 | 5136 | 5219 | 5357 | 5423 | 5436 | 5507 |
|               | 1968 | 1982 | 1990 | 2006 | 2013 | 2015 | 2017 | 2019 | 2020 | 2022 |